# Diarsia ochracea
Diarsia ochracea là một loài bướm đêm thuộc họ Noctuidae. Nó được tìm thấy ở Sri Lanka.